# NBA All-Star Game 2012
Le NBA All-Star Game 2012 est la 61e édition du NBA All-Star Game. Il a été joué le 26 février 2012 au Amway Center de Orlando, Floride. C'est la première fois depuis l'édition 2003 que le All-star Game se jouait dans la conférence Est.

## LesAll Stars
Les cinq titulaires de chaque sélection sont déterminés par les votes du public sur NBA.com. Les remplaçants le sont par les entraîneurs des trente franchises de la Ligue. Lors de cette édition, Kobe Bryant devient le meilleur marqueur de l'histoire des All-Star Game, battant le record détenu par Michael Jordan depuis 2003. Dwyane Wade réalise le troisième triple-double de l'histoire des All-Star Game avec 24 points, 10 rebonds et 10 passes décisives. Kevin Durant devient le premier joueur de l'histoire à inscrire 30 points ou plus lors de deux éditions consécutives; 34 points en 2011 et 36 points en 2012.

### Joueurs
| Pos.        | Joueur          | Équipe                | Participation | Nombre de votes |
| Titulaires  | Titulaires      | Titulaires            | Titulaires    | Titulaires      |
| ----------- | --------------- | --------------------- | ------------- | --------------- |
| PG          | Derrick Rose    | Bulls de Chicago      | 3e            | 1 514 723       |
| SG          | Dwyane Wade     | Heat de Miami         | 8e            | 1 334 223       |
| SF          | LeBron James    | Heat de Miami         | 8e            | 1 360 680       |
| SF          | Carmelo Anthony | Knicks de New York    | 5e            | 1 041 290       |
| C           | Dwight Howard   | Magic d'Orlando       | 6e            | 1 600 390       |
| Remplaçants |                 |                       |               |                 |
| PG          | Deron Williams  | Nets du New Jersey    | 3e            |                 |
| PG          | Rajon Rondo(*)  | Celtics de Boston     | 3e            |                 |
| SF          | Andre Iguodala  | 76ers de Philadelphie | 1re           |                 |
| SF          | Paul Pierce     | Celtics de Boston     | 10e           |                 |
| SF          | Luol Deng       | Bulls de Chicago      | 1re           |                 |
| PF          | Chris Bosh      | Heat de Miami         | 7e            |                 |
| C           | Roy Hibbert     | Pacers d'Indiana      | 1re           |                 |

L'entraîneur de la sélection Est est Tom Thibodeau, entraîneur des Bulls de Chicago. 
*(appelé en remplacement de Joe Johnson, blessé)
| Pos.        | Joueur            | Équipe                    | Participation | Nombre de votes |
| Titulaires  | Titulaires        | Titulaires                | Titulaires    | Titulaires      |
| ----------- | ----------------- | ------------------------- | ------------- | --------------- |
| PG          | Chris Paul        | Clippers de Los Angeles   | 5e            | 1 138 743       |
| SG          | Kobe Bryant       | Lakers de Los Angeles     | 14e           | 1 555 479       |
| SF          | Kevin Durant      | Thunder d'Oklahoma City   | 3e            | 1 345 566       |
| PF          | Blake Griffin     | Clippers de Los Angeles   | 2e            | 1 200 560       |
| C           | Andrew Bynum      | Lakers de Los Angeles     | 1re           | 1 051 945       |
| Remplaçants |                   |                           |               |                 |
| PG          | Tony Parker       | Spurs de San Antonio      | 4e            |                 |
| PG          | Steve Nash        | Suns de Phoenix           | 8e            |                 |
| PG          | Russell Westbrook | Thunder d'Oklahoma City   | 2e            |                 |
| PF          | Dirk Nowitzki     | Mavericks de Dallas       | 11e           |                 |
| PF          | Kevin Love        | Timberwolves du Minnesota | 2e            |                 |
| PF          | LaMarcus Aldridge | Trail Blazers de Portland | 1re           |                 |
| C           | Marc Gasol        | Grizzlies de Memphis      | 1re           |                 |

L'entraîneur de la sélection Ouest est Scott Brooks, entraîneur du Thunder d'Oklahoma City.

### Rising Stars Challenge
| Poste                                       | Joueur           | Équipe                    | R/S       |
| ------------------------------------------- | ---------------- | ------------------------- | --------- |
| F                                           | Blake Griffin    | Clippers de Los Angeles   | Sophomore |
| G                                           | Ricky Rubio      | Timberwolves du Minnesota | Rookie    |
| G                                           | Jeremy Lin       | Knicks de New York        | Sophomore |
| C                                           | Greg Monroe      | Pistons de Détroit        | Sophomore |
| G                                           | Kemba Walker     | Bobcats de Charlotte      | Rookie    |
| G                                           | Landry Fields    | Knicks de New York        | Sophomore |
| F                                           | Markieff Morris  | Suns de Phoenix           | Rookie    |
| G                                           | Norris Cole      | Heat de Miami             | Rookie    |
| G                                           | Brandon Knight   | Pistons de Détroit        | Rookie    |
| F                                           | Tristan Thompson | Cavaliers de Cleveland    | Rookie    |
| Coentraîneur : Ron Adams (Bulls de Chicago) |                  |                           |           |
| Coentraîneur : Steve Kerr                   |                  |                           |           |
| Manager : Shaquille O'Neal                  |                  |                           |           |

| Poste                                                   | Joueur           | Équipe                    | R/S       |
| ------------------------------------------------------- | ---------------- | ------------------------- | --------- |
| G                                                       | John Wall        | Wizards de Washington     | Sophomore |
| G                                                       | Kyrie Irving     | Cavaliers de Cleveland    | Rookie    |
| C                                                       | DeMarcus Cousins | Kings de Sacramento       | Sophomore |
| G/F                                                     | Paul George      | Pacers de l'Indiana       | Sophomore |
| F                                                       | Derrick Williams | Timberwolves du Minnesota | Rookie    |
| F                                                       | Gordon Hayward   | Jazz de l'Utah            | Sophomore |
| F/C                                                     | Tiago Splitter   | Spurs de San Antonio      | Sophomore |
| F                                                       | MarShon Brooks   | Nets du New Jersey        | Rookie    |
| F                                                       | Kawhi Leonard    | Spurs de San Antonio      | Rookie    |
| F                                                       | Evan Turner      | 76ers de Philadelphie     | Sophomore |
| Coentraîneur : Maurice Cheeks (Thunder d'Oklahoma City) |                  |                           |           |
| Coentraîneur : Mike Fratello                            |                  |                           |           |
| Manager : Charles Barkley                               |                  |                           |           |

## Concours de dunk
Le concours de dunk, nommé Sprite Slam Dunk Contest, est remporté par Jeremy Evans. Pour la première fois dans l'histoire du concours, le vainqueur est désigné uniquement par un vote des fans. Ceux-ci peuvent le faire par SMS comme depuis quelques années, et pour la première année, par Twitter.
Les quatre participants participent pour la première fois à ce concours. Celui-ci est remporté par Evans qui remporte 29 % des suffrages devant Chase Budinger (28 %).

### Participants
| Poste          | Joueur           | Équipe                    | Taille | Votes |
| -------------- | ---------------- | ------------------------- | ------ | ----- |
| Ailier         | Jeremy Evans(*)  | Jazz de l'Utah            | 2,03 m | 29 %  |
| Ailier         | Chase Budinger   | Rockets de Houston        | 2,01 m | 28 %  |
| Arrière-Ailier | Paul George      | Pacers de l'Indiana       | 2,03 m |       |
| Ailier         | Derrick Williams | Timberwolves du Minnesota | 2,03 m |       |

(*) Jeremy Evans remplace Iman Shumpert qui a déclaré forfait

## Concours de tirs à trois points
Kevin Love remporte le Foot Locker Three-point Shootout avec un score de 17 points à 14 face à Kevin Durant.

### Participants
| Poste   | Joueur           | Équipe                    | Taille | 1er tour | Tie-break (24 secondes) | 2e tour | Tie-break (60 secondes) |
| ------- | ---------------- | ------------------------- | ------ | -------- | ----------------------- | ------- | ----------------------- |
| Ailier  | Kevin Love       | Timberwolves du Minnesota | 2,08 m | 18       | 5                       | 16      | 17                      |
| Ailier  | Kevin Durant(**) | Thunder d'Oklahoma City   | 2,06 m | 20       | -                       | 16      | 14                      |
| Arrière | James Jones(*)   | Heat de Miami             | 2,03 m | 22       | -                       | 12      |                         |
| Arrière | Mario Chalmers   | Heat de Miami             | 1,88 m | 18       | 4                       |         |                         |
| Ailier  | Ryan Anderson    | Magic d'Orlando           | 2,08 m | 17       |                         |         |                         |
| Ailier  | Anthony Morrow   | Nets du New Jersey        | 1,96 m | 14       |                         |         |                         |

* Tenant du titre

**Kevin Durant remplace Joe Johnson qui a déclaré forfait

## Skills Challenge
Tony Parker remporte le Taco Bell Skills Challenge en battant en finale Rajon Rondo et Deron Williams.

### Participants
| Poste  | Joueur            | Équipe                  | Taille | 1er tour | 2e tour |
| ------ | ----------------- | ----------------------- | ------ | -------- | ------- |
| Meneur | Tony Parker       | Spurs de San Antonio    | 1,88 m | 29,2     | 32,8    |
| Meneur | Rajon Rondo(*)    | Celtics de Boston       | 1,85 m | 32,8     | 34,6    |
| Meneur | Deron Williams    | Nets du New Jersey      | 1,91 m | 28,3     | 41,4    |
| Meneur | John Wall         | Wizards de Washington   | 1,93 m | 32,8     |         |
| Meneur | Russell Westbrook | Thunder d'Oklahoma City | 1,91 m | 33,8     |         |
| Meneur | Kyrie Irving      | Cavaliers de Cleveland  | 1,91 m | 42,2     |         |

*Rajon Rondo remplace Stephen Curry qui a déclaré forfait

## Shooting Stars Competition
le Haier Shooting Stars Competition est remporté par l'équipe des New York représenté par Landry Fields, Cappie Pondexter et Allan Houston.
| Pays     | Membres                | Équipe                        | 1er tour | Tour final |
| -------- | ---------------------- | ----------------------------- | -------- | ---------- |
| New York | Landry Fields          | Knicks de New York            | 38,7     | 37,3       |
| New York | Cappie Pondexter       | Liberty de New York           | 38,7     | 37,3       |
| New York | Allan Houston          | Knicks de New York (retraité) | 38,7     | 37,3       |
| Texas    | Chandler Parsons       | Rockets de Houston            | 42,7     | 47,6       |
| Texas    | Sophia Young           | Silver Stars de San Antonio   | 42,7     | 47,6       |
| Texas    | Kenny Smith            | Rockets de Houston (retraité) | 42,7     | 47,6       |
| Atlanta  | Jerry Stackhouse(*)    | Hawks d'Atlanta               | 55,3     |            |
| Atlanta  | Lindsey Harding        | Dream d'Atlanta               | 55,3     |            |
| Atlanta  | Steve Smith            | Hawks d'Atlanta (retraité)    | 55,3     |            |
| Orlando  | Jameer Nelson          | Magic d'Orlando               | 64,0     |            |
| Orlando  | Marie Ferdinand-Harris | Mercury de Phoenix            | 64,0     |            |
| Orlando  | Dennis Scott           | Magic d'Orlando (reraité)     | 64,0     |            |

*Jerry Stackhouse remplace Joe Johnson qui a déclaré forfait

## D-League All-Star Game
Vingt des meilleurs joueurs de la NBA Development League sont sélectionnés pour le D-League All-Star Game par une combinaison des votes des internautes du site officiel de la D-League et un vote des 16 entraîneurs des équipes de la ligue. Les joueurs choisis doivent faire partie de l'effectif d'une équipe de D-League.
Le match s'est disputé le samedi 18 février au Orange County Convention Center. L'équipe de la Conférence Ouest remporte le match en battant l'équipe de la Conférence Est 135-132. Gerald Green des D-Fenders de Los Angeles est élu MVP de la rencontre. Il est le meilleur marqueur du match avec 25 points.

### Concours du D-League All-Star Game
L.D. Williams de l'équipe Armor de Springfield remporte le concours de dunks. Booker Woodfox des Legends du Texas est le vainqueur du concours de tirs à trois points.